# Marlene Ahrens
Marlene Ahrens Ostertag (* 27. Juli 1933 in Concepción; † 17. Juni 2020) war eine chilenische Leichtathletin, die im Speerwurf antrat.
In der zweiten Hälfte der 1950er sowie der ersten Hälfte der 1960er Jahre war sie die dominierende südamerikanische Athletin ihrer Disziplin und gewann unter anderem vier kontinentale Meisterschaften hintereinander. Darüber hinaus sicherte sie sich zwei Goldmedaillen bei Panamerikanischen Spielen und war die erste Speerwerferin Südamerikas überhaupt, die bei diesen Wettbewerben gewinnen konnte. 
1956 vertrat sie ihr Land bei den Olympischen Sommerspielen im australischen Melbourne und errang dort mit persönlicher Bestweite von 50,38 Metern die Silbermedaille.
Marlene Ahrens gehörte der deutschen Minderheit Chiles, den sog. Chile-Deutschen, an. Ihre Tochter ist die Journalistin und internationale Kommentatorin Karin Ebensperger.